# ماتياس روميرو
ماتياس روميرو (بالإسبانية: Matías Romero Avendaño)‏ هو دبلوماسي مكسيكي، ولد في 24 فبراير 1832 في أوخاكا في المكسيك، وتوفي في 30 ديسمبر 1898 في نيويورك في الولايات المتحدة.

## وصلات خارجية
- ماتياس روميرو على موقع الموسوعة البريطانية (الإنجليزية)